# Гиляров, Меркурий Сергеевич
Меркурий Сергеевич Гиля́ров (22 февраля [6 марта] 1912, Киев — 2 марта 1985, Москва) — советский учёный-энтомолог, профессор, основоположник отечественной почвенной зоологии, биолог-эволюционист, академик АН СССР (1974).

## Биография
Родился 22 февраля (6 марта) 1912 в городе Киеве в семье искусствоведа Сергея Алексеевича Гилярова.
В 1933 году окончил Киевский государственный университет, где учился под руководством зоолога, специалиста в области сравнительной анатомии позвоночных профессора М. М. Воскобойникова. Рецензентом дипломной работы был выдающийся эволюционист, профессор (впоследствии академик) И. И. Шмальгаузен.
Работал в сельскохозяйственных учреждениях на Украине. В 1936 году переехал в Москву.
В 1938—1944 годах руководил Отделом защиты растений во Всесоюзном научно-исследовательском институте каучука и каучуконосов(ВНИИК).
М. С. Гиляров основал исследования по почвенной зоологии в СССР, рождением которой считается 1939 год, когда в журнале «Почвоведение» были опубликованы две его статьи: «Почвенная фауна и жизнь почвы» и «Влияние почвенных условий на фауну почвенных вредителей».
В 1944—1955 старший научный сотрудник, с 1955 заведующий лабораторией почвенной зоологии института эволюционной морфологии и экологии АН СССР.
В 1947 году стал доктором биологических наук. Был главным редактором «Журнала общей биологии», «Биологического энциклопедического словаря» (М.: Советская энциклопедия, 1986/1989).
В 1958—1985 года возглавлял Национальный комитет советских биологов.
Профессор МГПИ (1949–1979) и МГУ (c 1977).
C 1975 года член Президиума АН СССР, с 1976 года академик-секретарь Отделения общей биологии АН СССР.
Организовал издания:
- Определитель обитающих в почве личинок насекомых (1964)
- Определитель обитающих в почве клещей (три тома, 1975—1978)
- Биологический энциклопедический словарь (1985).

Главный редактор Журнал общей биологии (с 1967), член редколлегий многих журналов, в том числе международных: Pedobiologia (ГДР) и Revue d’écologie et Biologie du Sol (Франция).
Меркурий Сергеевич Гиляров скончался 2 марта 1985 года в Москве. Похоронен на Новодевичьем кладбище.

Могила на Новодевичьем кладбище

## Семья
Дед — Алексей Никитич Гиляров (1855—1938), профессор Киевского университета, историк философии, академик Украинской Академии наук (1922). Прадед — Никита Петрович Гиляров-Платонов (1824—1887), профессор Московской духовной академии, учёный, издатель и публицист.
- Сын — Алексей Меркурьевич Гиляров (1943—2013), зоолог, гидробиолог, профессор кафедры общей экологии Биологического факультета МГУ.

## Членство в организациях
- с 1940 — Член Всесоюзного общества почвоведов, член президиума
  - Руководитель секции биологии почв (1956—1985),
  - Почетный член (1977)
- 1951—1975 — Член экспертной комиссии по биологии
- с 1959 — Председатель Национального комитета советских биологов
- с 1960 — Вице-президент Международной академии зоологии (Индия, Агра)
- с 1966 — Член-корреспондент АН СССР[7]
- с 1973 — Президент Всесоюзного энтомологического общества (член 1946, вице-президент с 1967)
- с 1974 — Академик АН СССР
- с 1975 — Член Президиума ВАК
- с 1975 — Председатель Научного совета по проблемам биогеоценологии и охраны природы АН СССР
- с 1976 — Академик-секретарь Отделения общей биологии АН СССР
- в КПСС не вступал.

## Память
- На здании Института проблем экологии и эволюции (Ленинский проспект, 33) — мемориальная доска.
- Его именем назван вид кольчатых червей Дравида Гилярова (Drawida ghilarovi, Gates 1969), эндемик Южного Приморья.

## Награды
- Сталинская премия (1951)
- Государственная премия СССР (1967, 1980)
- орден Ленина (19.02.1982)
- 2 ордена Трудового Красного Знамени (21.02.1972; 17.09.1975)
- 2 ордена «Знак Почёта» (19.09.1953; 27.04.1967)
- Медаль «За доблестный труд. В ознаменование 100-летия со дня рождения Владимира Ильича Ленина» (1970)
- Медаль «За доблестный труд в Великой Отечественной войне 1941—1945 гг.» (1946)
- Медаль «Тридцать лет победы в Великой Отечественной войне 1941—1945 гг.» (1975)
- Медаль «В память 800-летия Москвы» (1948)
- Большая золотая медаль «За заслуги перед наукой и человечеством» Академии наук Чехословакии (1977)
- Премия им. А. Н. Северцова (АН СССР, 1948)
- Премия МОИП (1970)
- Золотая медаль имени И. И. Мечникова (АН СССР, 1978) за серию работ по проблеме «Закономерности и направления филогенеза»
- Памятная медаль им. В. В. Докучаева (1983)
- Золотая (1964), бронзовая (1969), серебряные (1972, 1975, 1981) медали ВДНХ
- Золотая медаль им. Филиппе Сильвестри (Италия, 1965)
- Медаль Германской академии естествоиспытателей «Леопольдина» (ГДР, 1977)
- Медаль им. Г. Краатца (Академия сельскохозяйственных наук ГДР, 1966)
- Медаль «За достижения в области энтомофаунистики» (1975)
- Медаль Зоологического общества Франции (1976)

## Основные труды
Опубликовал около 500 научных работ. Основные труды по разработке мер борьбы с почвенными вредителями, роли животных в почвообразовании, эволюции насекомых и др. членистоногих, закономерностям естественного отбора, зоологическим методам диагностики почв, биогеоценологии.
Под его руководством большой коллектив авторов создал единственный в мире «Определитель обитающих в почве личинок насекомых» и «Определитель почвообитающих клещей».
- Гиляров М. С.; ред. Е. В. Зверозомб-Зубовский. Краткое руководство по борьбе с главнейшими вредителями кок-сагыза. — Уфа: Башгосиздат, 1943.
- Гиляров М. С. Особенности почвы как среды обитания и её значение в эволюции насекомых. — М.; Л.: Изд-во АН СССР, 1949. — 280 с.
- Гиляров М. С. и др. Определитель обитающих в почве личинок насекомых / Сост.: Л. В. Арнольди, Ю. Б. Бызова, М. С. Гиляров и др.; Под общ. рук-вом и отв. ред. д.б.н. М. С. Гилярова. — М.: Наука, 1964. — 920 с. — 2700 экз.
- Гиляров М. С. Зоологический метод диагностики почв. — М.: Наука, 1965. — 276 с.
- Гиляров М. С. Закономерности приспособлений членистоногих к жизни на суше. — М.: Наука, 1970. — 276 с. — 1700 экз.
- Гиляров М. С., Криволуцкий Д. А. Жизнь в почве. — М.: Молодая гвардия, 1985. — 192 с. — (Эврика). — 100 000 экз.
- Гиляров М. С. Экологические принципы эволюции наземных животных: Избранные труды / Отв. ред. чл.-корр. РАН Б. Р. Стриганова; Ин-т проблем экологии и эволюции им. А. Н. Северцова РАН. — М.: Т-во научных изданий КМК, 2012. — 594 с. — 300 экз. — ISBN 978-5-87317-867-4.